# Noble patria, tu hermosa bandera
Noble patria, tu hermosa bandera (deutsch: Edles Vaterland, deine schöne Flagge) ist die Nationalhymne von Costa Rica. Die Melodie von Manuel María Gutiérrez wurde 1853 zur Nationalhymne, der Text wurde im Jahre 1900 von José María Zeledón Brenes hinzugefügt.

## Liedtext
Noble patria tu hermosa bandera

Expresión de tu vida nos da:

Bajo el límpido azul de tu cielo

Blanca y pura descansa la paz.

En la lucha tenaz de fecunda labor

Que enrojece del hombre la faz,

Conquistaron tus hijos, labriegos sencillos,

Eterno prestigio, estima y honor,

eterno prestigio, estima y honor.

¡Salve oh tierra gentil!

¡Salve oh madre de amor!

Cuando alguno pretenda tu gloria manchar,

Verás a tu pueblo, valiente y viril

La tosca herramienta en arma trocar.

¡Salve patria! tu pródigo suelo

Dulce abrigo y sustento nos da;

Bajo el límpido azul de tu cielo

¡Vivan siempre el trabajo y la paz!

## Deutsche Übersetzung
Edles Vaterland, deine herrliche Flagge

ist uns Zeichen Deiner Lebendigkeit:

Unter dem strahlenden Blau deines Himmels

ruht weiß und rein der Friede.

Im zähen Kampfe fruchtbarer Arbeit,

welcher das menschliche Antlitz rot färbt,

erlangten deine Söhne, einfache Bauern,

ewigen Ruhm, Wertschätzung und Ehre,

ewigen Ruhm, Wertschätzung und Ehre.

Heil dir, freundliches Land!

Heil dir, Mutter der Liebe!

Wenn jemand deinen Ruhm zu beflecken versucht,

wirst Du sehen, wie dein Volk, mutig und entschlossen,

die rohen Werkzeuge gegen Waffen eintauscht.

Heil Dir, Vaterland! Dein fruchtreicher Boden,

bietet uns süßen Schutz und Unterhalt;

Unter dem strahlenden Blau deines Himmels

mögen die Arbeit und der Friede stets leben!